# Ильинка (Коми)
Ильинка (Ильин) — упразднённая деревня Усть-Цилемского района Республики Коми. Входила в состав Нерицкого сельсовета. Точная дата упразднения неизвестна.

## География
Находилась на правом берегу р. Нерицы, в 25 км от с. Нерица, в 36 км от Усть-Цильмы.

## История
В материалах ревизий не значится. Упомянута в списке населённых мест 1859: выселок Ильин, 6 дворов, 35 человек. В 1918 в деревне Ильинской (Ильины) насчитывалось 15 дворов, 95 человек, в 1926 — 25 дворов, 117 человек. В 1930 в деревне были маслодельный и кожевенный заводы. В 1970 в Ильинке жили 88 человек, к 1979 их число сократилось до 2 человек, а к 1989 деревня совсем запустела.
Исключена из учётных данных постановлением Госсовета РК от 21 декабря 2001 года № II-8/128.

## Население
| 35 | 95 | 117 | 88 | 2 | 0 |